# Las aventuras de Sherlock Holmes
Las aventuras de Sherlock Holmes (en inglés: The Adventures of Sherlock Holmes) es una colección de doce cuentos escritos por Arthur Conan Doyle, en los que el personaje principal es el detective de ficción Sherlock Holmes. Se publicaron por primera vez el 14 de octubre de 1892; las historias se habían publicado individualmente en The Strand Magazine entre junio de 1891 y julio de 1892. En el libro no se presentan las historias en orden cronológico y los únicos personajes que se repiten en todos ellas son Holmes y el doctor Watson, quien los narra en primera persona.
En general las historias se solidarizan con las injusticias sociales y tratan de corregirlas. A Holmes se le presenta como alguien que ofrece un nuevo sentido de justicia. Las historias tuvieron buena recepción y causaron que las suscripciones a The Strand Magazine aumentaran, incitando a Doyle a exigir más dinero por su siguiente colección de historias. La primera, «Escándalo en Bohemia», incluye el personaje de Irene Adler, quien, a pesar de estar presente solamente en este cuento, es uno de los más destacados en las adaptaciones modernas de Sherlock Holmes, usualmente como el interés amoroso del detective. Doyle incluyó cuatro de los doce cuentos de esta colección entre sus doce historias favoritas de Sherlock Holmes, escogiendo «La banda de lunares» como su favorito entre todos.

## Contexto

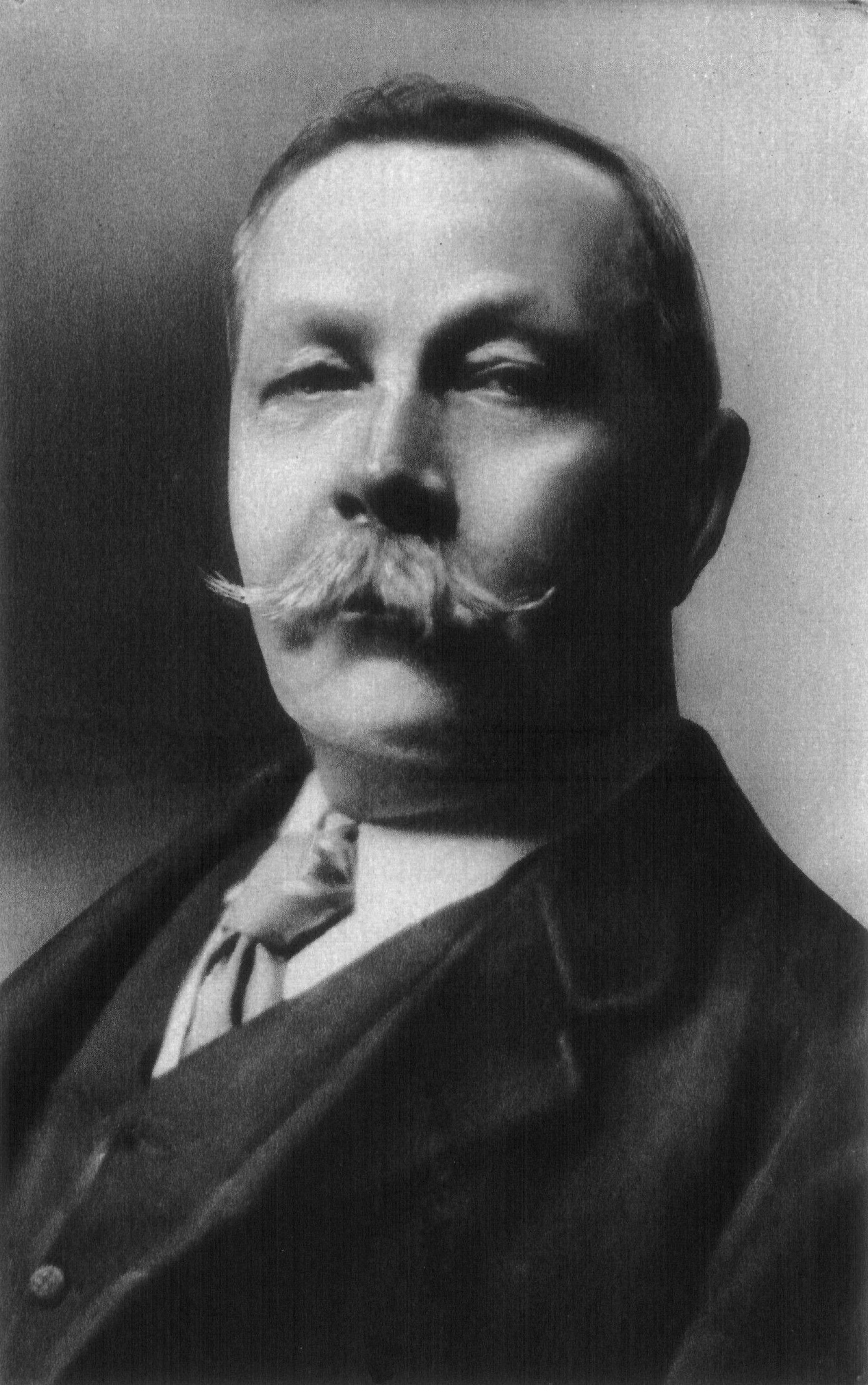
Doyle prefirió centrarse en los relatos cortos tras el bajo rendimiento económico que obtuvo de sus primeras novelas.

Arthur Conan Doyle comenzó a escribir mientras estudiaba medicina a finales de la década de 1870 y publicó su primer cuento, «The Mystery of Sasassa Valley», en septiembre de 1879. Ocho años más tarde, Estudio en escarlata, la primera novela sobre Sherlock Holmes, fue publicada por Ward Lock & Co. La novela tuvo una buena acogida, pero Doyle recibió poco dinero por ella y, a pesar de haber escrito una secuela, El signo de los cuatro, publicada por la misma editorial, prefirió centrarse en los relatos cortos.
A principios de 1891, Herbert Greenhough Smith, el primer director de The Strand Magazine, recibió dos propuestas de Doyle para la recién creada revista. Más adelante describió su reacción: «Inmediatamente me di cuenta de que era el más grande cuentista desde Edgar Allan Poe». La primera de ellas, «Escándalo en Bohemia», se publicó en las últimas páginas de la revista en julio de 1891. Las cuentos resultaron populares y ayudaron a aumentar la circulación de la revista. Doyle recibió treinta guineas por cada cuento de un pedido inicial de doce. Estos relatos se publicaron mensualmente de julio de 1891 a junio de 1892; posteriormente, se reunieron en un libro titulado Las aventuras de Sherlock Holmes, publicado el 14 de octubre de 1892 por George Newnes, editor de The Strand Magazine. La tirada inicial del libro fue de 10 000 copias en el Reino Unido y otras 4500 en los Estados Unidos, que los hermanos Harper lanzaron a la venta al día siguiente.

## Historias

### Resumen
El doctor Watson narra todas las historias de Las aventuras de Sherlock Holmes en primera persona, al igual que ocurre en todos sus relatos menos cuatro. En la entrada que el Oxford Dictionary of National Biography le dedica a Doyle, se sugiere que las historias contenidas en este volumen señalan las injusticias sociales, tales como «la traición de una cantante de ópera a un rey, el engaño de un sirviente a su padrastro con un amante ficticio, la utilización de un pillo aristocrático a manos de un prestamista y los abundantes bienes de un vagabundo en Kent». Sugiere también que, en contraste con estas injusticias, a Holmes se le retrata como alguien que aborda con frescura y justicia un mundo injusto de «incompetencia oficial y privilegios aristocráticos». Este volumen contiene varias de las historias favoritas del autor. En 1927, esbozó una lista de las que creía que eran las doce mejores historias de Sherlock Holmes para The Strand Magazine. Entre ellas se encontraban «La banda de lunares», su favorita; «La liga de los pelirrojos», en segundo lugar; «Escándalo en Bohemia», como la quinta mejor, y «Las cinco semillas de naranja» en el séptimo puesto. El libro fue prohibido en la Unión Soviética en 1929 por su supuesto «ocultismo», pero alcanzó cotas de popularidad tan altas en el mercado negro que la restricción tuvo que abolirse en 1940.

### Secuencia de publicación
| Título                           | Fecha de publicación | Sinopsis |
| -------------------------------- | -------------------- | --- |
| «Escándalo en Bohemia»           | julio de 1891        | El rey de Bohemia le urge a Holmes a recuperar una fotografía indiscreta en la que aparece con la conocida cantante de ópera Irene Adler, conocida por su belleza; de salir a la luz, descarrilaría su matrimonio con la hija del rey de Escandinavia. Disfrazado, Holmes presencia cómo Adler se casa con el hombre que realmente ama y, gracias a una elaborada estratagema, descubre el lugar en el que oculta la fotografía. Sin embargo, cuando regresa acompañado del rey para recuperarla, se percatan de que Adler ha huido del país y ha dejado una carta para Holmes y un retrato de ella misma para el rey. Este le deja a Holmes quedarse con él de recuerdo. |
| «La liga de los pelirrojos»      | agosto de 1891       | Jabez Wilson, trabajador de una casa de empeños, acude a donde Holmes a consultarle acerca de un empleo que ha conseguido recientemente por su condición de pelirrojo y que le mantiene alejado de su tiendo durante bastante tiempo al cabo del día; para más inri, el trabajo no consiste en nada más que copiar la Enciclopedia Británica. Tras ocho semanas, se le informa de que su trabajado ha finalizado. Después de investigar en la tienda de Wilson, Holmes contacta con un inspector de la policía y el director de un banco cercano. Después, se esconde con Watson en la bóveda del banco y capturan a dos ladrones que habían cavado un túnel desde la tienda mientras Wilson estaba ocupado en la copia de la enciclopedia. |
| «Un caso de identidad»           | septiembre de 1891   | Contraviniendo los deseos de su padrastro, Mary Sutherland se compromete con Hosmer Angel. La mañana del día de su boda, Hosmer logra que Mary le prometa que le será fiel «incluso si ocurre algo imprevisto» y, a continuación, desaparece de camino a la iglesia. Holmes deduce que Hosmer era el padrastro de Mary disfrazado, en un intento por mantenerla soltera y quedarse con su patrimonio. Holmes no le revela la verdad a Mary, para lo cual se basa en el siguiente dicho: «Tan peligroso es quitarle su cachorro a un tigre como arrebatarle a una mujer su ilusión». Aun así, ya le ha aconsejado olvidarse de Hosmer, a lo que ella responde: «Me encontrará lista cuando regrese». |
| «El misterio del valle Boscombe» | octubre de 1891      | El inspector Lestrade le pide ayuda a Holmes para investigar el asesinato de Charles McCarthy, en el que se ha visto envuelto su hijo, James. McCarthy y otro terrateniente local, John Turner, son dos expatriados australianos, mientras que el inspector toma el caso a petición de la hija de Turner, Alice, que cree que James es inocente. Holmes se entrevista con James y acude después al escenario del crimen, donde infiere que había un tercer hombre allí presente. Consciente de que Holmes ha resuelto el caso, Turner confiesa y revela que McCarthe lo estaba chantajeando con motivo del pasado criminal de Turner. Holmes no revela el crimen, pero se asegura de que James sea puesto en libertad como consecuencia de la presencia de una tercera persona en el lugar de los hechos. |
| «Las cinco semillas de naranja»  | noviembre de 1891    | John Openshaw le cuenta a Holmes que su tío murió en 1883, dos meses después de recibir una carta con la inscripción «K.K.K.» y cinco semillas de naranja adjuntas. De la misma manera, su padre murió poco después de recibir una carta parecida. Ahora es Openshaw el que ha recibido dicho carta. Holmes le pide que siga las instrucciones en ella dispuestas, que le piden que deje una página de su diario —que Holmes deduce que guarda relación con el Ku Klux Klan— en el reloj de sol del jardín. Sin embargo, a Openshaw lo matan antes de que pueda hacer eso. Aun así, Holmes descubre que los asesinos viajaban en un barco y le envía al capitán una carta con otras cinco semillas de naranja. |
| «El hombre del labio torcido»    | diciembre de 1891    | Neville St. Clair, un respetable hombre de negocios, ha desaparecido y su mujer asegura que lo vio en la ventana superior de un fumadero de opio. Al apresurarse hacia la habitación, tan solo encontró a un vagabundo que aseguraba no conocer a su marido. Sin embargo, posteriormente encuentran en la habitación su ropa, mientras que su chaqueta, cargada de monedas, aparece en el río Thames. El vagabundo es arrestado, pero la esposa de St. Clair recibe pocos días después una carta de su marido. Holmes concluye, y después prueba, que el vagabundo es en realidad su marido disfrazado; a este no le queda otra que confesar que llevaba una doble vida, ya que ser vagabundo le permitía conseguir más dinero que con su trabajo periodístico. |
| «El carbunclo azul»              | enero de 1892        | Un criminal es arrestado en relación con el robo de un carbunclo azul de la habitación de un hotel. Un conocido de Holmes, sin embargo, lo encuentra en la garganta de un pavo de Navidad. El detective encuentra al propietario del animal, pero descarta rápidamente que este fuera el ladrón. Continúa con las pesquisas, que le llevan primero a una posada y después a donde un comerciante de Covent Garden. Este se niega a brindarle información sobre el propietario del pavo; no obstante, Holmes observa cómo otro hombre trata de hacerse con la misma información y lo aborda. El hombre, que resulta ser el director del hotel, confiesa el crimen. Holmes le permite mantener la libertad, alegando que una estancia en prisión podría convertirlo en un criminal más duro. |
| «La banda de lunares»            | febrero de 1892      | Helen Stoner teme que su padrastro esté intentando matarla después de que la haya obligado a instalarse en la habitación en la que su hermana murió hace dos años, poco antes de su boda. Ahora es Stoner la que está prometida y Holmes descubre que la pensión anual que percibe su padrastro —del patrimonio de su mujer, la madre de Stoner— se vería considerablemente reducida si alguna de las hermanas llegase a casarse. A altas horas de la madrugada, mientras Holmes y Watson esperan en silencio dentro de la habitación, escuchan un silbido y de repente aparece una serpiente por el ventilador. Holmes la ataca con su fusta y consigue que se vaya a la otra habitación, donde ataca y mata al padrastro de Stoner. |
| «El dedo pulgar del ingeniero»   | marzo de 1892        | Un ingeniero, Victor Hatherley, acude a la consulta del doctor Watson porque se ha cortado el dedo, y le cuenta su historia a él y a Holmes. Lo habían contratado por cincuenta guineas para reparar una máquina que, según le habían dicho, comprimía la tierra de batán en ladrillos. A Hatherley le habían conminado a mantener el trabajo en secreto y fue llevado hasta el lugar en un carruaje con los cristales tintados, para que no pudiera reconocerlo. Al enseñarle la prensa, se percató de que había una costra metálica, por lo que sospechó que no la usaban para comprimir tierra. Al encararse con su empleador, este le atacó y durante la huida había perdido el dedo. Holmes deduce que la prensa estaba siendo usada para forjar monedas falsas y consigue deducir su ubicación. Sin embargo, cuando llegan la casa está en llamas y los criminales han escapado ya. |
| «El aristócrata solterón»        | abril de 1892        | La esposa estadounidense de lord Robert St. Simon, Hatty Doran, ha desaparecido poco después de la boda. Los sirvientes habían evitado que un antiguo amor del marido entrara al lugar en el que se estaba celebrando el desayuno. A Hatty se la había visto conversando en susurros con su criada. Poco después, el inspector Lestrade llega diciendo que ha encontrado el vestido de bodas y el anillo de Hatty en el lago Serpentine. A Holmes le lleva poco tiempo resolver el caso, ya que encuentra a Hatty en un hotel con un hombre misterioso que había recogido su ramillete tras la ceremonia. El hombre resulta ser el marido de Hatty, Frank, a quien ella creía muerto en Estados Unidos. Este había cruzado el charco para encontrarla antes de que se casase con St. Simon y ambos tenían pensado acudir a él para explicarlo lo ocurrido justo cuando aparece Holmes. |
| «La diadema de berilos»          | mayo de 1892         | Un banquero le pide ayuda a Holmes, ya que la diadema de berilio cuyo cuidado le ha sido encargado ha resultado dañada. Alertado por un ruido, había descubierto a su hijo Arthur sujetándola. Este se niega a hablar y tampoco admite que sea culpa suya ni trata de explicarse. A partir de unas huellas en la nieve, Holmes colige que la sobrina del banquero se había compinchado con otra persona para robar la diadema. Arthur los había descubierto mientras cometían el crimen y el preciado objeto había resultado dañado durante la subsiguiente pelea. El amor por su prima es lo que le impedía desvelarle a su padre lo sucedido. |
| «El misterio de Copper Beeches»  | junio de 1892        | Violet Hunter acude a la consulta de Holmes después de que le ofrezcan un puesto de institutriz sujeto a raras condiciones, incluyendo una que la obliga a cortarse el pelo. El sueldo es extremadamente elevado, de 120 libras, y, por ende, decide aceptarlo, aunque Holmes le aconseja que le llame si lo necesita. Tras varios sucesos extraños, incluido el descubrimiento de una zona sellada de la casa, se decide a llamarle. Holmes descubre que habían mantenido a alguien preso en esa parte de la propiedad, pero, cuando entra acompañado de Watson y la propia Hunter, se topa con que está vacía. Los acusan de liberar a la prisionera, que era la hija de la empleador de Hunter, y este manda al perro a perseguirlos; sin embargo, el animal lo ataca a él. Se descubre que a Hunter la habían contratado para hacerse pasar por la hija de su empleador, de modo que su prometido se creyera que ella ya no estaba interesada en verla; la hija, no obstante, se había escapado y conseguido casarse. |

## Recepción crítica

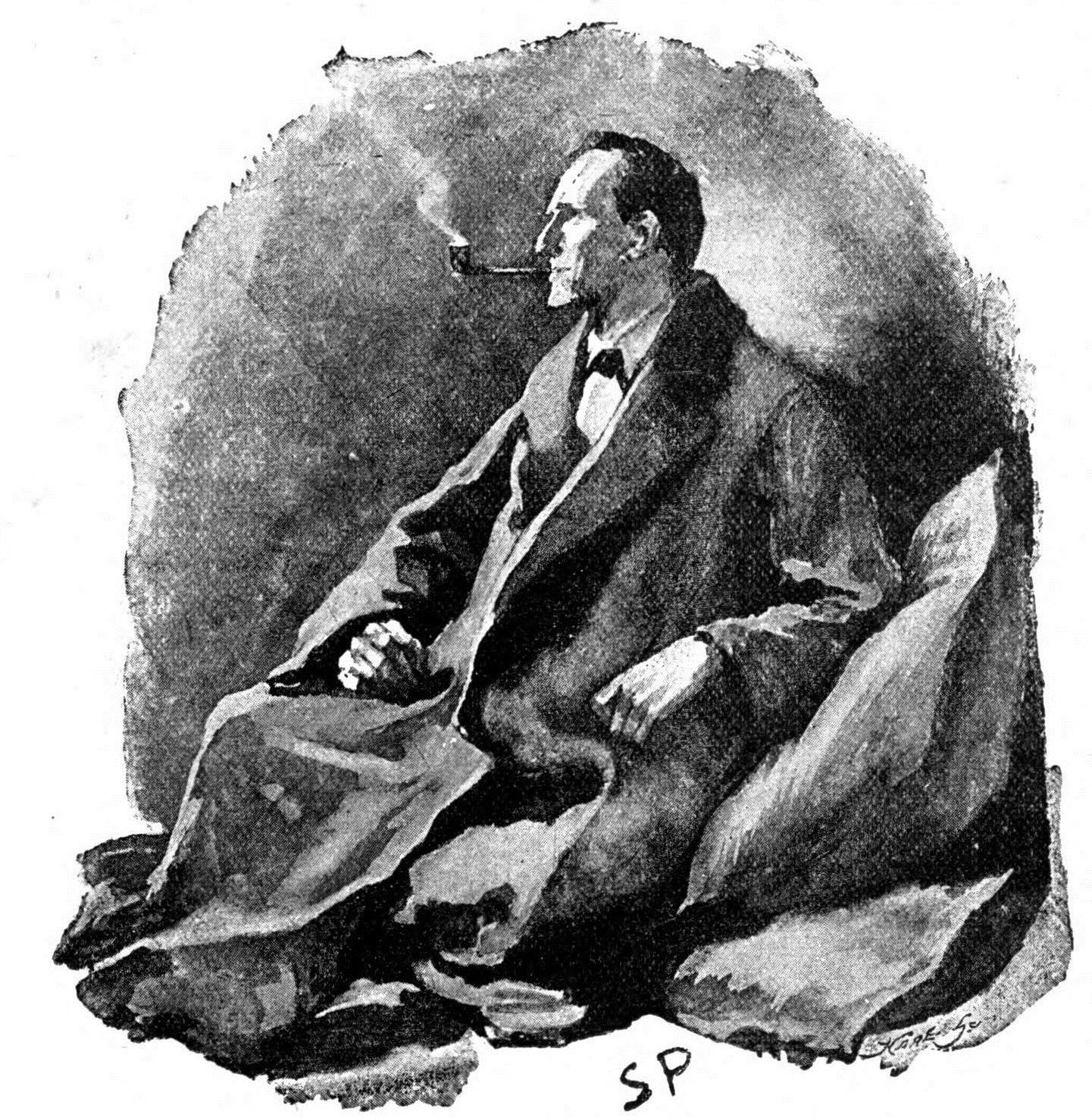
Dibujo de Sherlock Holmes realizado por Sidney Paget para «El hombre del labio torcido».

Las aventuras de Sherlock Holmes tuvo una buena recepción tras la publicación individual de los cuentos en The Strand Magazine. Tras la publicación de Escándalo en Bohemia en julio de 1891, el periódico Hull Daily Mail describió la historia como «digna del genio inventivo» de Doyle. Justo un año más tarde, cuando Doyle tomó un descanso luego de completar la colección de cuentos, un artículo en el diario Belfast News Letter reseñó una historia publicada por otro autor en The Strand Magazine diciendo que «podría haberse leído con un interés moderado hace un año», pero que «el poder único» de la escritura de Doyle se hacía evidente en la diferencia de calidad entre ambas historias. El Leeds Mercury elogió particularmente la descripción de Holmes, «con todas sus pequeñas debilidades», mientras que, en contraste, el Cheltenham Looker-On describió a Holmes como «a veces más bien aburrido», tomando en cuenta que la exposición de sus debilidades «crece fastidiosamente». El corresponsal del Hampshire Telegraph lamentó el hecho de que los escritos más reflexivos de Doyle, como Micah Clarke, no fueran tan populares como las historias de Holmes, concluyendo que «un autor que desea que la literatura pague, debe escribir lo que quieren sus lectores».

## Adaptaciones
Las historias de Sherlock Holmes se han adaptado en muchas ocasiones, tanto para teatro como para cine, y hasta setenta actores diferentes han encarnado al personaje en más de doscientas películas. Asimismo, varias series de televisión y películas han llevado como título «Las aventuras de Sherlock Holmes», si bien no todas ellas estaban basadas en las historias contenidas en este volumen, sino que entremezclaban más de una; una de ellas, incluso, era una adaptación de El signo de los cuatro. Irene Adler, a la que Doyle tan solo recurrió en Escándalo en Bohemia, el primer relato, es un personaje con bastante peso en las adaptaciones modernas. Por mucho que en el original se afirme que Holmes «no sentía ninguna emoción cercana al amor por Irene Adler», en Elementary y Sherlock, se la presenta como una mujer por la que el detective se ve atraído. La serie de televisión Sherlock Holmes, producida por Granada Television, también llevó a la pequeña pantalla varias de las historias de este libro. Asimismo, BBC Radio 4 emitió una recopilación entre 1990 y 1991, en la que Clive Merrison ponía voz a Holmes y Michael Williams hacía lo propio con Watson.

### Citas
1. 1 2 3 4 5  Dudley Edwards, Owen (2013), «Doyle, Sir Arthur Ignatius Conan (1859-1930)»,  (en inglés), Oxford Dictionary of National Biography, (requiere suscripción).
2. 1 2  Doyle, Klinger (2005), p. xxx.
3. ↑  «The Adventures of Sherlock Holmes published». A+E Networks. Consultado el 5 de marzo de 2017.
4. ↑  Doyle, Klinger (2005), p. xxxii.
5. ↑  Drake, David (2009). «Crime Fiction at the Time of the Exhibition: the Case of Sherlock Holmes and Arsène Lupin» (PDF). Synergies Royaume-Uni et Irlande (Gerflint) (2): 114. ISSN 1961-9464. Consultado el 5 de marzo de 2017.
6. ↑  Caplan, Richard M. (1982). «The circumstances of the missing biographer or why Watson didn't narrate these four Sherlock Holmes stories». Journal of the American Academy of Dermatology (en inglés) 6 (6): 1112-1114. PMID 7047594. doi:10.1016/S0190-9622(82)70095-7.
7. ↑  Borges, Andre (6 de enero de 2014). «12 best Sherlock Holmes stories handpicked by creator Sir Arthur Conan Doyle». Daily News and Analysis (en inglés). Consultado el 13 de agosto de 2018.
8. ↑  «Moscow honours legendary Holmes» (en inglés). British Broadcasting Corporation. 30 de abril de 2007. Consultado el 13 de agosto de 2018.
9. ↑  «Sherlock Holmes is back in Russia». The Bend Bulletin (en inglés) (Bend (Oregón): Robert William Sawyer). 27 de diciembre de 1940. p. 3. Consultado el 13 de agosto de 2018.
10. ↑  Doyle, 2005, pp. 5, 138.
11. ↑  Doyle, 2005, p. 41.
12. ↑  Doyle, 2005, p. 74.
13. ↑  Doyle, 2005, p. 101.
14. ↑  Doyle, 2005, p. 133.
15. ↑  Doyle, 2005, p. 197.
16. ↑  Doyle, 2005, p. 227.
17. ↑  Doyle, 2005, p. 264.
18. ↑  Doyle, 2005, p. 291.
19. ↑  Doyle, 2005, p. 319.
20. ↑  Doyle, 2005, p. 351.
21. 1 2  «Literary Arrivals». Leeds Mercury. 21 de noviembre de 1892. p. 8. Consultado el 6 de marzo de 2017 – via British Newspaper Archive. (requiere suscripción).
22. ↑  «Local Intelligence». Hull Daily Mail. 14 de julio de 1891. p. 3. Consultado el 9 de junio de 2015 – via British Newspaper Archive. (requiere suscripción).
23. ↑  «Literature». Belfast News Letter. 17 de agosto de 1892. p. 7. Consultado el 6 de marzo de 2017 – via British Newspaper Archive. (requiere suscripción).
24. ↑  «Literary Gossip». Cheltenham Looker-On. 3 de diciembre de 1892. p. 17. Consultado el 6 de marzo de 2017 – via British Newspaper Archive. (requiere suscripción).
25. ↑  «Literary Notes and News». Hampshire Telegraph. 3 de diciembre de 1892. p. 2. Consultado el 6 de marzo de 2017 – via British Newspaper Archive. (requiere suscripción).
26. ↑  Fox, Chloe (15 de diciembre de 2009). «Sherlock Holmes: pipe dreams». The Daily Telegraph (en inglés). Consultado el 23 de agosto de 2018.
27. ↑  «The Adventures of Sherlock Holmes (1939)» (en inglés). British Film Institute. Consultado el 23 de agosto de 2018.
28. ↑  «The Adventures of Sherlock Holmes (1905)» (en inglés). British Film Institute. Consultado el 23 de agosto de 2018.
29. ↑  Thompson, Dave (2013). Sherlock Holmes FAQ: All That's Left to Know About the World's Greatest Private Detective (en inglés). Milwaukee: Applause Theatre and Cinema Books. pp. 83-85. ISBN 978-1-4803-3149-5. Consultado el 23 de agosto de 2018.
30. ↑  Howell, Anna (19 de abril de 2013). «Sherlock Spoilers: Lara Pulver says she has no doubt that Irene Adler will be back!» (en inglés). Unreality TV. Archivado desde el original el 10 de junio de 2015. Consultado el 23 de agosto de 2018.
31. ↑  «Jeremy Brett» (en inglés). British Film Institute. Consultado el 23 de agosto de 2018.
32. ↑  «The Adventures of Sherlock Holmes» (en inglés). The BBC complete audio Sherlock Holmes. Consultado el 23 de agosto de 2018.